# Konvoj HX-65
Konvoj HX-65 var en allierad konvoj under andra världskriget från Halifax/New York på väg till Storbritannien.
Tre ubåtar (U-48, U-57 och U-124) patrullerade kring Hebriderna och sänkte sex skepp med ett sammanlagt tonnage på 37 284 ton från konvojerna HX-65 och HX-65A mellan den 24 och 25 augusti.
En dag senare anföll 12 flygplan från Luftwaffe (4 He-115 & 8 Ju-88) och sänkte ytterligare två skepp med ett sammanlagt tonnage på 16 472 ton.